# Deportivo Táchira Fútbol Club
O Deportivo Táchira Fútbol Club ou também conhecido somente por Deportivo Táchira, é um clube venezuelano que tem como modalidade esportiva principal o futebol. É sediado na cidade de San Cristóbal, capital do Estado de Táchira. Foi fundado no dia 11 de janeiro de 1974, manda seus jogos no Pueblo Nuevo de San Cristóbal com capacidade de 42.000 espectadores. É o clube com a maior torcida da Venezuela. O seu maior rival é o Caracas, mantendo também uma certa rivalidade com o Estudiantes de Mérida.

## Participações em Competições
O Deportivo Táchira é um dos grandes times venezuelanos e desde sua fundação em 1974 participa da Primeira Divisão do Campeonato Venezuelano de Futebol, tendo sido campeão onze vezes.

## Títulos
| Nacionais | Nacionais              | Nacionais | Nacionais                                                                     |
|           | Competição             | Títulos   | Temporadas                                                                    |
| --------- | ---------------------- | --------- | ----------------------------------------------------------------------------- |
|           | Campeonato Venezuelano | 11        | 1979, 1981, 1984, 1986, 1999-00, 2007-08, 2010-11, 2014-15, 2021, 2023 e 2024 |
|           | Copa Venezuela         | 2         | 1982 e 1983                                                                   |

## Copa Libertadores da América
O Deportivo Táchira já participou 24 vezes da Copa Libertadores da América, porém nunca venceu a competição. Sua melhor participação foi em 2004, quando chegou as quartas de final invicto.